# Bilbaos spårväg
Bilbaos spårväg är en spårväg i Bilbao i Spanien som sattes i drift i december 2002. Det är ett av Euskotren Tranbias två spårvägssystem i Baskien, det andra är spårvägen i Vitoria-Gasteiz. Spårvägen drivs av Euskotren Tranbia, som är en del av Eusko Trenbideak.
Bilbaos spårväg, eller Linje A, betjänar tolv stationer, varav flera med anslutning till Bilbaos metro, EuskoTren och Cercanías Bilbao. Orsaken till spårvägens tillkomst var att förbättra Bilbaos kollektivtrafik och att betjäna områden som inte hade stationer för vare sig metro eller Cercaniaståg. Spårvägens linjesträckning går dessutom genom viktiga turist- och kulturstråk och passerar bland annat Guggenheimmuseet, Bilbao.

## Historia
En första fas av spårvägsbygget påbörjades i maj 1999. De första sex stationerna öppnades den 18 december 2002. Åren 2003–2004 öppnades fyra nya stationer.
2008 presenterades ett förslag på en utökning av linjen med tre stationer. 2010 påbörjades bygget av två av de tre stationerna (planen att bygga den tredje och sista stationen blev slutligen struken).

## System

### Stationer
Hela sträckan har för närvarande tolv stationer. Hållplatserna har låga plattformar, och på några av stationerna används i stället reguljära trottoarer. Med undantag för Bilbao-Atxuri-stationen, är alla hållplatser och stationer obemannade och för all biljettförsäljning används biljettautomater. När biljetten väl är såld, skall den valideras i en valideringsmaskin intill.
Plattformarna på stationerna ligger praktiskt taget på samma nivå som golvet i vagnarna. Detta gör att rullstolar, barnvagnar och sulkys samt äldre kan stiga ombord utan hindras av trappsteg.
Alla stationer har Sitransystem inbyggt. Sitransystemet består av informationstavlor som sitter synligt på varje station. Varje tavla ger information i realtid om inkommande tåg och avgångar, lika väl som annan information om spårvägen som passagerarna kan behöva. Sitrantavlorna visar förväntad ankomsttid för de två inkommande tågen, såväl som förseningar, tänkbara problem eller något annat meddelande som linjedriften vill visa.

### Linjer
Linjenätet har för närvarande bara en sträckning, kallad ”Linje A”. Den börjar vid Bilbao-Atxuri-stationen och slutar vid La Casilla. Trafiken upprätthålls med en turtäthet på cirka 10 minuter, något tätare vid högtrafik och något glesare under morgon- och kvällstimmarna. 
På första delen av linjesträckningen, från Bilbao-Atxuri-stationen till Pio Baroja och sedan från Sabino Arana till Basurto går banan på spår som lagts i speciella körfält som skapats för spårvagnarna. Från Pio Baroja till Euskalduna går spårvagnen på spår genom gräsfält.

## Galleri

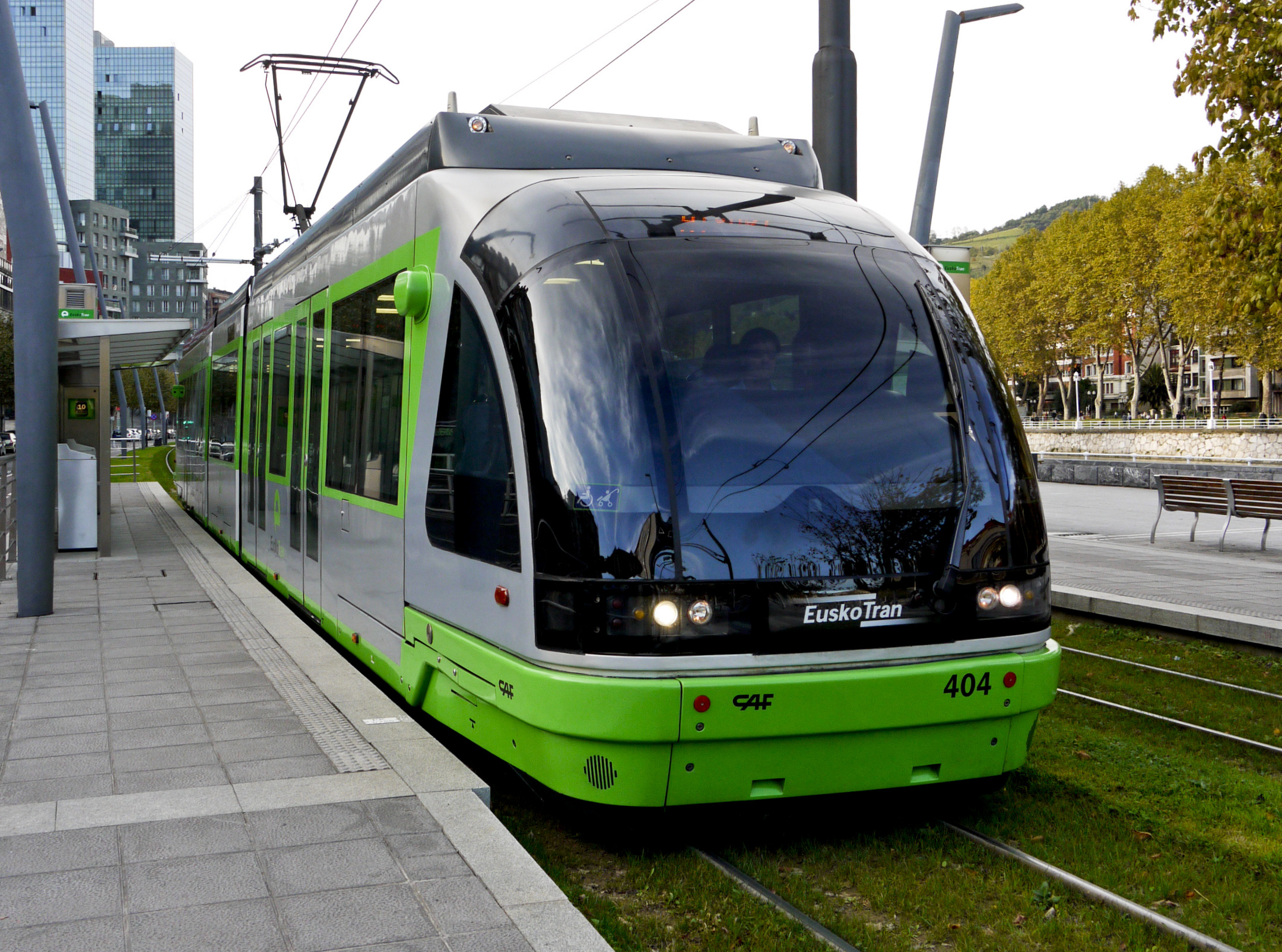
Spårvagn 404
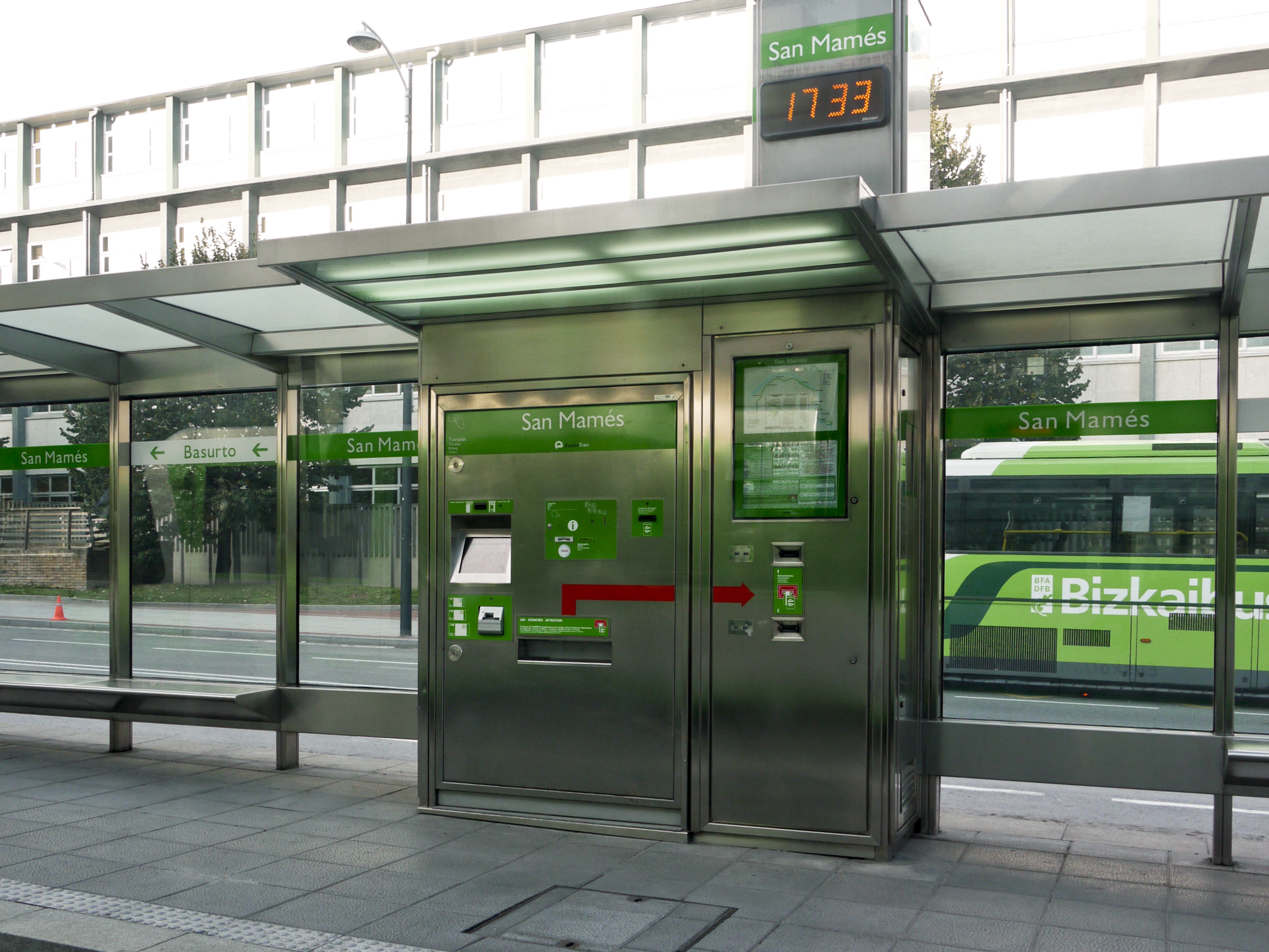
Hållplatsen San Mamés vid Termibus
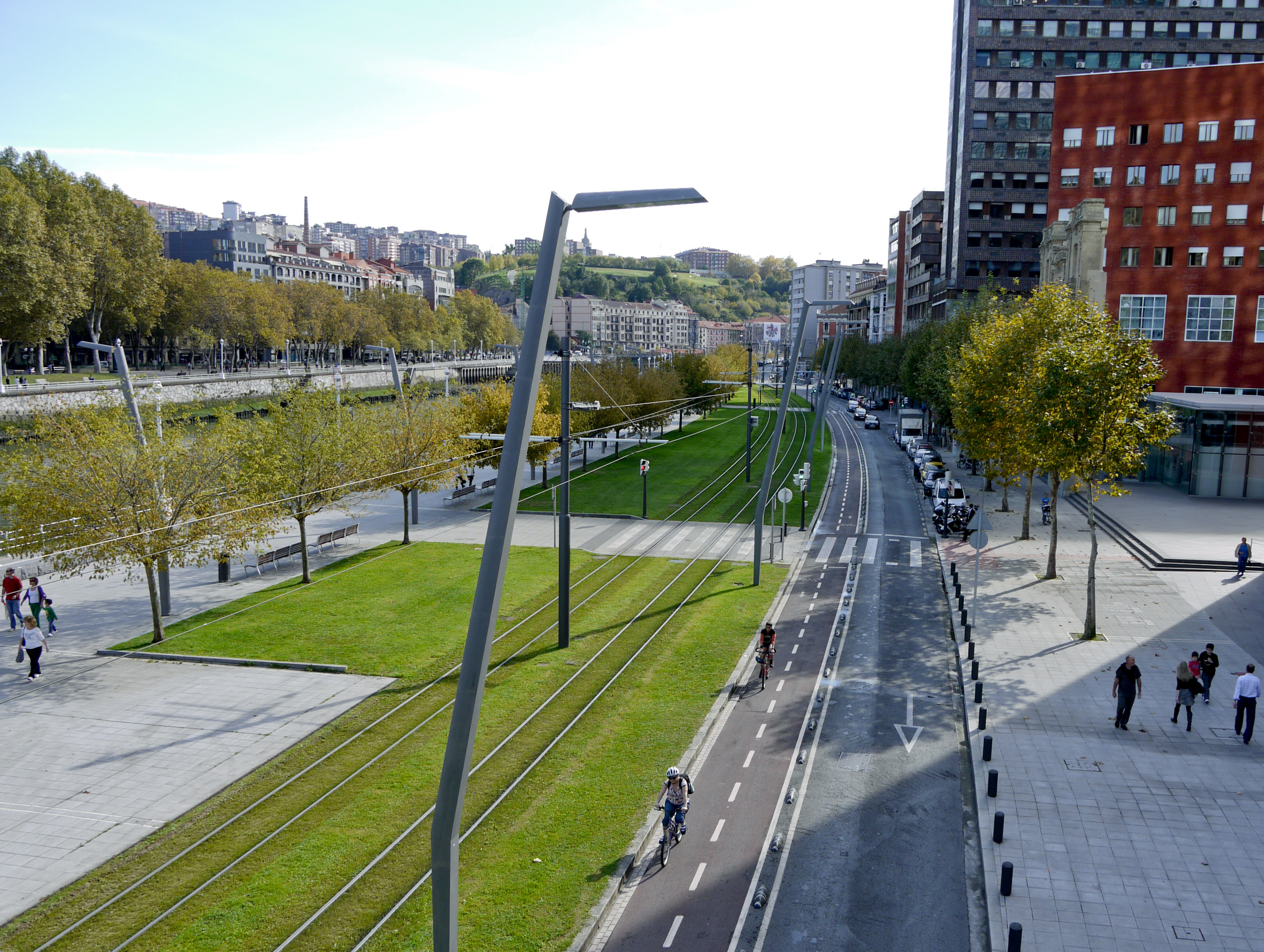
Spårvägen går genom grästäckta ytor
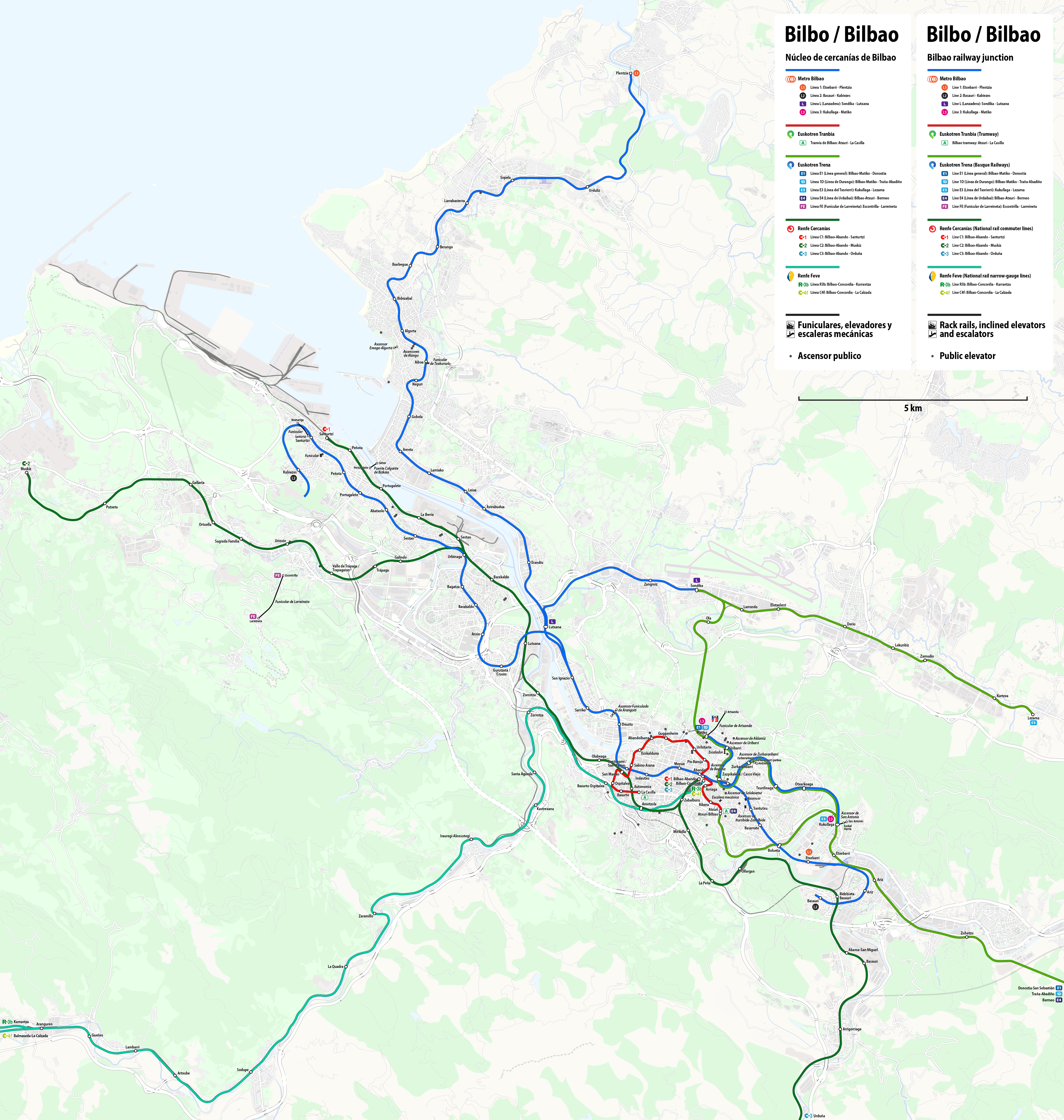